# 小磯里奈
小磯 里奈（こいそ りな、8月28日 - ）は、日本の声優。茨城県出身。身長158cm。血液型B型。2021年12月1日より、ライブ配信アプリ『EVERY.LIVE』内の『VOICE+(ボイスプラス)』にて配信活動を開始した

## 人物
- 趣味:歌、絵を描くこと、ダンス、散歩、ピアノ演奏
- 特技:模写、卓球
- 保有資格:漢字検定準2級、普通自動車第一種運転免許

## 出演
太字はメインキャラクター。

### アニメ
- 東京アニメーションカレッジ専門学校 総合学科・アニメーション学科 第8期生 制作作品「ぼくらの夢」　西島花、まめ吉、親戚役
- 東京アニメーションカレッジ専門学校 総合学科・アニメーション学科 第8期生 制作作品「Inexperienced little girl」　アイカ役
- 外画アニメ「ショップキンズ：シェフ・クラブ」　挿入歌Cho

### テレビ
- TBS「今夜解禁！ザ・因縁」　再現VTR

### ゲーム
- キャットファンタジー　イブリーナ役(2024年－)
- WINDOWS版「新装合本版 ラスグレイブ探偵譚」　レディ役[3]
- 終末仮想世界ノベルADV「アーキタイプ・アーカディア」　ドム役[4]

### デジタルコミック
- 新訳 婚約破棄された令嬢は野獣辺境伯へ嫁ぐ！（2025年、アンナ、メイドA、メイドD[5]）

### 舞台
- 東京アニメーションカレッジ専門学校 声優学科 進級公演 「星の王子さま」　飛行士役
- 東京アニメーションカレッジ専門学校 声優学科 卒業公演 「シンデレラストーリー」　魔法使い、衛兵役
- 座キューピーマジック第64回公演「大きな銀杏の樹の下の小さな泉」
- 座キューピーマジック第65回公演「グッドバイ」
- 劇団花鈴「東京サンダンス」

### イベント
- 東京アニメーションカレッジ専門学校イベント「アニカレ祭」
- 「アニカレ Xmas mini LIVE」
- 渋谷TAKEOFF7「Spring LIVE 〜S&S Live Vol.46〜」
- 秋葉原 GOODMAN「アニソン祭りvol.2」
- 新宿グラムシュタイン「音々-NEON- vol.5」
- 高円寺haco　トークライブ「MATE」
- koenjiHACO　トークライブ「MATE」
- S&S Live 「KanaRinaLIVE　〜For The First Time In Forever〜」
- S&S Live vol.50 「My reason to live」
- 池袋LIVE INN ROSA「TAB 4th LIVE」 　ボーカル&ダンサー
- 「S&S Spling Live 2019」
- 池袋LIVE INN ROSA「TAB 5th LIVE EVENT!」 　ボーカル&ダンサー
- S&S Live vol.57 「〜SUMMER LIVE〜」

### WEBコンテンツ
- WEBラジオ「れいれいでぃお」　ゲスト
- WEBラジオ「ラジオFROG」　ゲスト
- スマホアプリ「ラスグレイブ探偵譚 -私のしがない名探偵-」
- スマホアプリ「しがたん2 ラスグレイブ探偵譚『異邦人帰還』」
- ワイワイ系ゲーム実況バラエティ番組「コレやろ！」　ナレーション
- YouTube「ぽちゃ娘は小悪魔ムーブがやめられない」ボイス付きコミック動画　母／風紀委員役
- スマホアプリ「謀りの姫」　蘇小小役
- ライブ配信アプリ「EVERY .LIVE」ラジオ配信機能「VOICE+(ボイスプラス)」　音声配信